# Khmelnytskyi, Ukraina
Khmelnytskyi hay Khmelnitsky (tiếng Ukraina: Хмельницький, chuyển tự Khmel'nyts'kyi; tiếng Nga: Хмельницкий; tiếng Ba Lan: Chmielnicki)  là một thành phố tỉnh lỵ tỉnh Khmelnytskyi của Ukraina. Thành phố Khmelnytskyi, Ukraina có diện tích km2, dân số theo điều tra vào năm 2001 là 253.994 người, năm 2009 là 290.100 người. Đây là thành phố lớn nhất tỉnh.
Thành phố nằm ở bên bờ sông Nam Bug và có cự ly 340 km so với Kiev. Thàh phố được phục vụ bởi Sân bay Khmelnytskyi Ruzhichnaya.